# Michaela Dolinová
Michaela Dolinová (* 16. března 1964 Třinec) je česká herečka, zpěvačka a moderátorka.

## Život
Je absolventkou hudebně-dramatického oddělení Pražské konzervatoře (1984), ještě během studia vystupovala v příbramském divadle. Po prvním angažmá v kladenském Divadle Jaroslava Průchy odešla do Prahy, kde nejprve působila v Divadelní společnosti Josefa Dvořáka (1990–1994), následně v Hudebním divadle Karlín (1994–2004). Dalších 14 let (1994–2008) se stala tváří TV Nova, kde moderovala relace o počasí a pořad Snídaně s Novou. V současnosti účinkuje na různých pražských scénách, moderuje společenské akce i pořady pro děti, spolupracuje s rozhlasem a patří k úspěšným filmovým a televizním herečkám.
Jejím manželem je soudce Jan Sváček.

## Filmografie
- Ulice (seriál) (2005) – tv seriál
- Ordinace v růžové zahradě (2005) – tv seriál
- Agáta (1999)
- Uzavřený okruh (1989)
- Chlapci a chlapi (1988)
- Jak básníci přicházejí o iluze (1985)
- Klobouk Michaely Dolinové